# Hugh Edward Richardson
Pour les articles homonymes, voir Richardson.

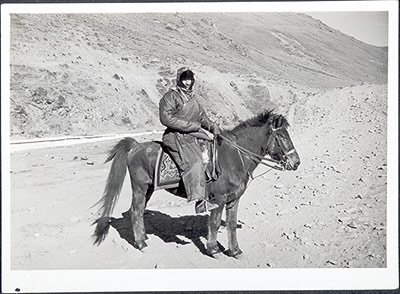
Hugh Richardson au Tibet vers 1940 à 41

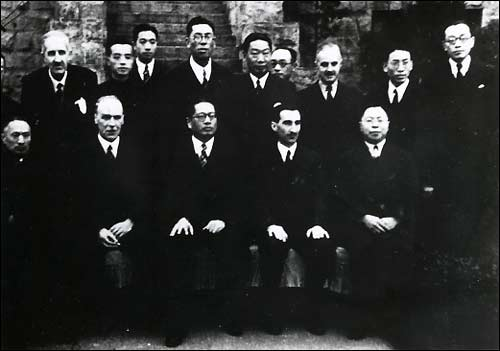
Les représentants qui ont signé le nouveau traité équitable sino-britannique. Première rangée, de la gauche: Wellington Koo, Horace James Seymour, T. V. Soong, Hugh Edward Richardson, Wu Guozhen à Chongqing le 11 janvier 1943.

Hugh Edward Richardson (22 décembre 1905 à St Andrews en Écosse - 3 décembre 2000 à St Andrews) est un membre de la fonction publique du Raj britannique et un diplomate et tibétologue écossais qui représenta la Grande-Bretagne à Lhassa, capitale du Tibet politique, de 1936 à 1940 puis de 1946 à 1950, période à la fin de laquelle il fut le représentant de l'Inde nouvellement indépendante.
Ses travaux universitaires ont porté sur l'histoire de l'Empire tibétain, et en particulier sur l'épigraphie.

## Formation
Né à Saint Andrews, il y a été formé à la Salvator's School, avant de rejoindre le Trinity College, Glenalmond, et de continuer à étudier les lettres classiques au Keble College à Oxford.
Il intégra la fonction publique en 1930.

## Carrière
Lee Feigon, historien américain spécialiste de la Chine et du Tibet, voit en lui « le dernier ambassadeur britannique au Tibet ». Dibyesh Anand, pour sa part, le qualifie de « responsable colonial connu pour ses sympathies pro-tibétaines ».
Il représenta la première mission britannique établie à Lhassa, la capitale du Tibet politique, de 1936 à 1940,, puis de 1946 à 1950, devenant, dans les dernières années, le représentant diplomatique de l'Inde, indépendante depuis 1947, son successeur indien n'étant pas encore formé.
En juillet 1936, Richardson fut nommé agent commercial à Gyantsé et est appelé à être membre de la Mission politique britannique à Lhassa, arrivée dans la capitale tibétaine le 24 août 1936. Le rôle de Richardson dans la mission est d'ouvrir des communications avec des représentants du gouvernement tibétain et de travailler avec Gould au développement de la politique tibéto-britannique. La délégation composé de huit hommes est dirigée par Basil Gould accompagné de Hugh Richardson, de Freddie Spencer Chapman, son secrétaire particulier, le capitaine et docteur William S. Morgan et le brigadier Philip Neame (en), et deux officiers, Evan Yorke Nepean et Sidney Dagg, du Royal Corps of Signals. Ces derniers sont chargés d'établir une station radio sans fil, en réponse à l'établissement d'une station similaire à la mission chinoise.
L'une des premières tâches diplomatiques de Richardson fut d'obtenir l'autorisation du gouvernement tibétain pour une l'Expédition britannique à l'Everest de 1938 côté tibétain, après quoi en février 1937 la mission quitta Lhassa, Gould ayant convenu avec le Kashag, que Richardson et l'opérateur de radio de l'armée Sidney Dagg resteraient pour discuter de questions importantes.
En 1938, Richardson s'est fermement opposé à demander l'autorisation au gouvernement tibétain pour la visite du groupe d'Ernst Schäfer, mais fut contraint par le vice-roi des Indes à ne pas s'opposer à l'expédition allemande au Tibet qui arriva à Lhassa le 19 janvier 1939 pour quinze jours et parvint à rester plusieurs mois.
Le 6 octobre 1939, il assiste avec Reginald Fox à l'audience du jeune dalaï-lama avant l'arrivée de ce dernier à Lhassa, mais est absent du Tibet lors de son intronisation le 22 février 1940.
Dans les années 1940, il est affecté à Chongqing (Chungking), la capitale de la Chine en temps de guerre. Il y fait la connaissance d'Archibald Steele (en), le premier étranger qui, s'étant rendu sur le lieu de la naissance de Tenzin Gyatso, le 14e dalaï-lama, avait rencontré ce dernier.
Il rencontra l'alpiniste allemand Heinrich Harrer. Ce dernier, dans son livre Sept ans d'aventure au Tibet, loue les qualités de joueur de tennis et de jardinier du représentant britannique. Harrer et son compagnon, Peter Aufschnaiter, qui s'étaient échappés, en 1944, du camp de prisonniers de guerre de Dehra Dun en Inde britannique et avaient gagné Lhassa en 1946, purent y rester grâce à Richardson qui avait conclu que leur présence n'était pas de nature à causer du tort aux intérêts de la Grande-Bretagne en temps de guerre.
Il rencontra aussi Amaury de Riencourt, un historien et écrivain français qui visita le Tibet en 1947 et qui séjourna à Lhassa où il resta 5 mois.
Selon Wang Jiawei et Nyima Gyaincain, apprenant que Réting Rinpoché avait demandé au gouvernement central d'exiger la démission du régent Taktra, il se rend, en février 1947, auprès de Taktra pour lui confier que le Kuomintang s'apprête à fournir à Réting Rinpoché un soutien militaire et à envoyer des avions bombarder Lhassa. Ces allégations furent catégoriquement démenties par Richardson comme le signale Melvyn C. Goldstein.
Selon Barry Sautman, c'est à son instigation que les Chinois auraient été expulsés du Tibet en 1949. Selon Wang Jiawei et Nyima Gyaincain, il aurait menti en affirmant que la délégation indienne n'était pas au courant de la décision du gouvernement tibétain d'expulser les Han[réf. à confirmer]. Cependant selon Claude Arpi, l'expulsion a été préparé pendant plus d'un an par Tsipon Namseling qui avait dressé une liste détaillée des agents chinois à Lhassa. De façon remarquable, le secret n'avait pas échappé au bureau des ministres tibétains, et la mission indienne fut informée du fait accompli. Richardson commentera plus tard : « C'était une surprise complète pour la Mission indienne ». Cela est confirmé par les rapports du Bureau indien et du ministère des Affaires étrangères britannique selon Melvyn C. Goldstein.
Harishwar Dayal, le résident politique du Royaume du Sikkim (après avoir quitté son poste de chef du gouvernement (en)) qui vint en mission au Tibet en septembre-octobre 1949 et discuta avec le kashag (cabinet des ministres tibétains) de l'aide militaire indienne au Tibet rapporta que Hugh Richardson était d'avis, contrairement aux pays occidentaux, que les communistes chinois ayant pris le pouvoir à Pékin entreraient au Tibet en été 1950.
Il quitte la fonction publique et Lhassa en août 1950, quelques mois avant l'Intervention militaire chinoise au Tibet, et passe à proximité de Sekhar Guthok qu'il fut le dernier étranger à visiter

## Engagement
De 1950 jusqu'à sa mort, Richardson fut un défenseur de l'indépendance tibétaine, à la fois au travers de ses livres et sur la scène politique.
Il se fit l'avocat du droit des Tibétains à une existence politique séparée dans deux livres, Tibet and its History (1962) et A Cultural History of Tibet (1968, écrit avec David Snellgrove), ainsi qu'en 1950 et en 1959, aux Nations unies, où « la question de l'oppression chinoise au Tibet fut soulevée par la République irlandaise ». Là, selon les mots d'un commentateur, « il a agi vaillamment comme un homme d'honneur pour une cause qui est perdue principalement à cause des notions d'opportunité politique, où l'on choisit son camp sans égard pour les principes et afin de ne pas risquer de s'aligner sur un perdant potentiel, malgré les mérites qu'il peut avoir » – une position qui lui valut, selon certaines sources, le déplaisir des délégations britannique comme indienne à l'Assemblée de l'ONU.
Il écrivit plus tard : « Le gouvernement britannique, le seul gouvernement parmi les pays occidentaux à avoir eu des relations de traité avec le Tibet, a trahi les Tibétains et leur a depuis constamment tourné le dos si bien qu'en 1959, il ne put même pas soutenir une résolution de l'ONU condamnant les violations des droits de l’homme par les Chinois au Tibet ».
Il déclara aussi qu'il se sentait « profondément honteux », non seulement du refus du gouvernement britannique de reconnaître le droit du Tibet à l'autodétermination, mais aussi du traitement réservé au 14e dalaï-lama par le gouvernement.
Il a joué un rôle majeur dans la fondation de Tibet Society en 1959 avec Robert Ford et Basil Gould.
Il fut membre du Comité des 100 pour le Tibet, une organisation fondée en 1992 et défendant le droit à l’autodétermination du peuple tibétain.

## Recherches en linguistique
Après avoir pris sa retraite de la fonction publique en 1951, il retourna à Saint Andrews, y passant le restant de sa vie comme chercheur indépendant.
Linguiste accompli, il parlait couramment le bengali, compétence qu'il exploita pour converser avec Rabîndranâth Tagore, ainsi que le tibétain, décrit par le politicien tibétain Tsepon W.D. Shakabpa comme « tibétain de Lhassa impeccable avec un léger accent d'Oxford » .

## Prix et distinctions
Richardson reçut
- l'ordre de l'Empire britannique en 1944[33],[34] ;
- l'ordre de l'Empire des Indes en 1947[35] ;
- le prix Lumière de la vérité, remis par le Dalaï Lama en 1999.

## Œuvre littéraire
- “Three ancient inscriptions from Tibet”, Journal of the Royal Asiatic Society of Bengal 15, (1949): 45-64.
- Ancient historical edicts at Lhasa and the Mu Tsung / Khri Gtsung Lde Brtsan treaty of A.D. 821-822 from the inscription at Lhasa, London: Royal Asiatic Society Prize Publication Fund 19, 1952.
- “Tibetan inscriptions at Zva-hi Lha Khang”, London: Journal of the Royal Asiatic Society, (1952): 133-54 (1953): 1-12.
- “A ninth-century inscription from Rkong-po”, Journal of the Royal Asiatic Society. London, (1954): 157-73.
- “A Tibetan Inscription from Rgyal Lha-khang”, Journal of the Royal Asiatic Society London, (1957): 57-78.
- “A new inscription of Khri Srong Lde Brtans”, Journal of the Royal Asiatic Society London. (1964): 1-13.
- 1965a "How old was Srong-brtsan Sgam-po ?", Bulletin of Tibetology, vol. 2, no. 1, 6-8. Repr. in Richardson 1998: 3-6.
- 1965b	"A fragment from Tun-huang", Bulletin of Tibetology, vol. 2, no. 3, 33-38. Repr. in Richardson 1998: 7-11.
- “The inscription at the Tomb of Khri Lde Srong Btsan”, Journal of the Royal Asiatic Society (1969): 29-38
- “Tibetan chis and tschis”, Asia Major 14 (1969): 154-6.
- “The rKong-po Inscription”, Journal of the Royal Asiatic Society London. (1972): 30-39.
- “The Skar-cung inscription”, Journal of the Royal Asiatic Society. (1973): 12-20.
- Ch'ing Dynasty Inscriptions at Lhasa, (Serie Orientale Roma v. 47). Rome: Instituto italiano per l'africa e l'oriente. 1974.
- “The Sino-Tibetan treaty inscription of A.D. 821/823 at Lhasa”, Journal of the Royal Asiatic Society: (1978): 137-62.
- “Bal-po and Lho-bal”, Bulletin of the School of Oriental and African Studies 46 (1983): 136-8.
- (en) Hugh Richardson, A Corpus of Early Tibetan Inscriptions, Londres, Royal Asiatic Society of Great Britain and Ireland, coll. « James G. Forlong (en) series » (no 29), 1985 (ISBN 0-947593-00-4, OCLC 463572214, lire en ligne), p. 73
- “Early Tibetan Inscriptions: Some Recent Discoveries”, The Tibet Journal 12.2.Dharamsala: Library of Tibetan works and archives, (1987): 3-15. (reprinted with 2 short notes added) Bulletin of Tibetology n.s. 3. Gangtok Sikkim Research Institute of Tibetology, (1987): 5-18. High Peaks, Pure Earth. London: Serindia, 1998: 261-275.
- “More Early Inscriptions from Tibet”, Bulletin of Tibetology. New Series 2. Gangtok Sikkim Research Institute of Tibetology. (1988): 5-8. High Peaks, Pure Earth. London: Serindia, 1998: 276-278.
- "Eary Tibetan law concerning dog-bite", Bulletin of Tibetology, new ser. 3, 5-10. Repr. in Richardson 1998: 135-139.
- "Hunting accidents in early Tibet", Tibet Journal, 15-4, 5-27. Repr. in Richardson 1998: 149-166.
- “The Tibetan Inscription attributed to Ye shes ‘od”, Journal of the Royal Asiatic Society. 3rd Series 5.3. (1995): 403-404.
- “The inscription at Ra-tshag Dgon-pa”, Bulletin of the School of Oriental and African Studies 58 (1995): 534-9; High Peaks, Pure Earth. London: Serindia, 1998: 286-291.
- Adventures of Tibetan Fighting Monk, with Khedrup Tashi, White Orchid Books;  (ISBN 9748736873), Orchid Press, 2006,  (ISBN 9748299171)
- High peaks, pure earth: collected writings on Tibetan history and culture, Serindia publications, London, 1998.
- Mémoires d'un moine aventurier tibétain, 1999

Hommage à Hugh Richarson :
- Tibetan Studies in Honour of Hugh Richardson, sous la direction de Michael Aris et Aung San Suu Kyi, p. 284. (1979). Vikas Publishing house, New Delhi.